# Govind Park
Het Govind Park is een multifunctioneel stadion in Ba een stad in Fiji. Het stadion wordt vooral gebruikt voor voetbal- en rugbywedstrijden. De voetbalclub Ba FA maakt gebruik van dit stadion. In het stadion is plaats voor 13.500 toeschouwers.
Govind Park werd vernoemd naar inmiddels overleden voormalige burgemeester van BA Kishore Nand Govind en hij was een voetbalsupporter van Ba FA.
Govind Park werd in 2016 zwaar beschadigd door de tropische Cycloon Winston voordat de gemeenteraad van Ba met de hulp van de regering in 2018 begon met de renovatie. De verbouwingen hebben 4 miljoen Fijische dollar gekost en duurde 5 jaar lang. Het Govind Park Ba-project ter waarde van $4 miljoen werd slecht beheerd en voldoet niet aan de juiste veiligheidsnormen, zei de minister van Financiën Biman Prasad.